# Hellica
Hellica is een geslacht van wantsen uit de familie van de Acanthosomatidae (Kielwantsen). Het geslacht werd voor het eerst wetenschappelijk beschreven door Carl Stål in 1867.

## Soorten
Het genus bevat de volgende soorten:

- Hellica johni Froeschner, 1999
- Hellica johnpolhemi Froeschner, 1999
- Hellica kolla Carpintero & De Biase, 2019
- Hellica nitida Haglund, 1868